# Carola Lentz
Carola Lentz (* 21. April 1954 in Braunschweig) ist eine deutsche Ethnologin. Sie war von November 2020 bis November 2024 Präsidentin des Goethe-Instituts.

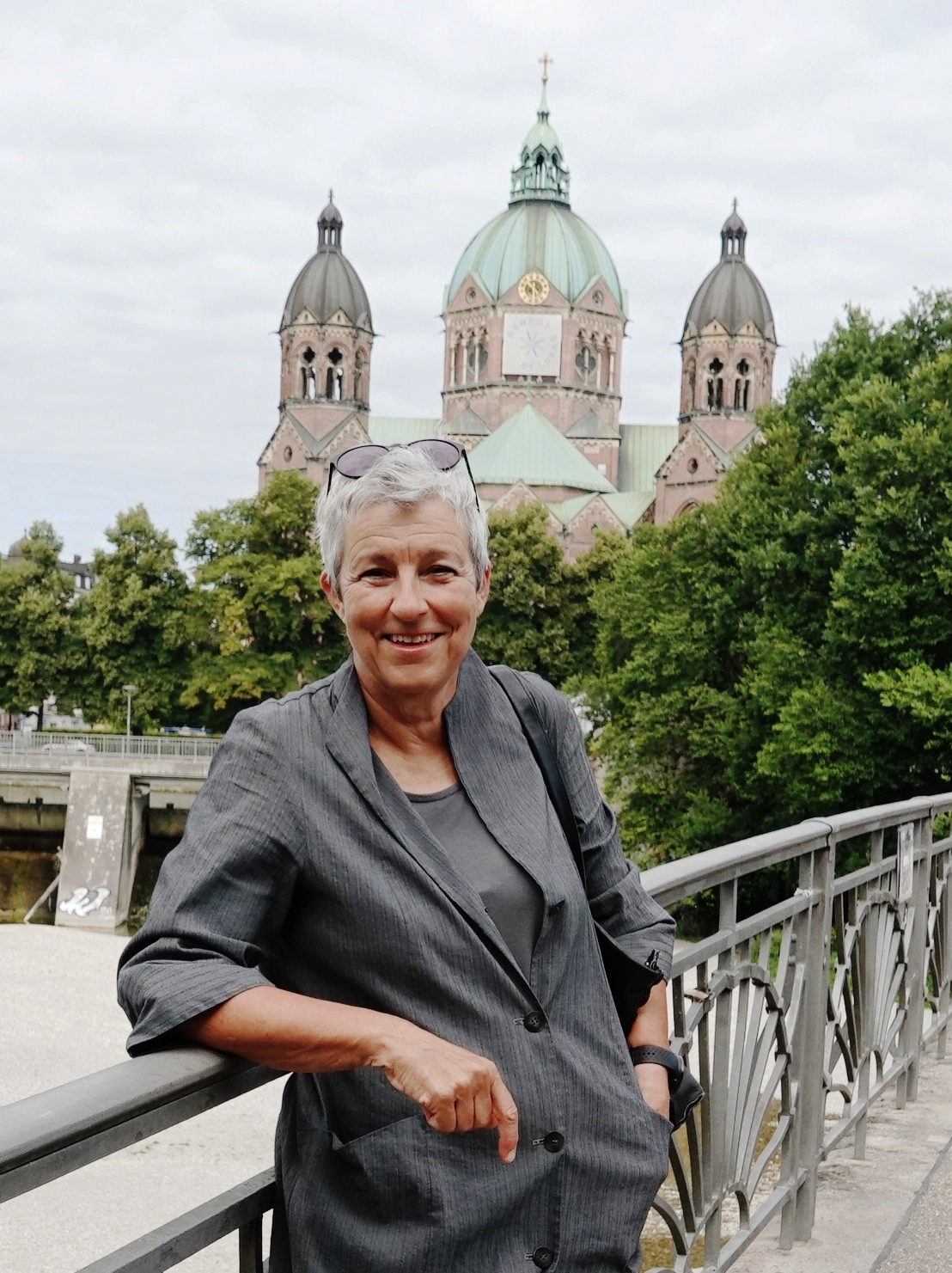
Carola Lentz, 2022

## Biographie
Carola Lentz studierte von 1972 bis 1979 Soziologie, Politikwissenschaft, Germanistik und Pädagogik an der Universität Göttingen und an der Freien Universität Berlin. Nach dem ersten Staatsexamen für das Lehramt an Gymnasien an der Universität Göttingen 1979 setzte sie dort ihr Soziologiestudium fort und war zudem als Lehrkraft bei Arbeit und Leben (DGB) in Göttingen und Braunschweig tätig. Ihr Referendariat in Hamburg (1981–1982) schloss Lentz mit dem Zweiten Staatsexamen für das Lehramt an Gymnasien ab.
Im Anschluss verfolgte sie ebenfalls in Göttingen ein Aufbaustudium der Agrarwissenschaft der Tropen und Subtropen am Institut für Rurale Entwicklung mit den Nebenfächern Ethnologie und Agrarsoziologie, das sie 1985 mit dem Magister abschloss. 1987 wurde Lentz zur Dr. phil. am Soziologischen Seminar der Universität Hannover mit der Dissertation „Von seiner Heimat kann man nicht lassen“. Migration in einer Dorfgemeinde in Ecuador promoviert. Es folgten einige Jahre der wissenschaftlichen Mitarbeit an der Freien Universität Berlin am Institut für Ethnologie, Regionalbereich Afrika und Europa. 1992 bis 1995 habilitierte Lentz sich dort mit einem Stipendium der Deutschen Forschungsgemeinschaft (DFG) und der Schrift „Die Konstruktion von Ethnizität. Eine politische Geschichte Nord-West Ghanas 1870 - 1990“. Im Rahmen dessen ging sie im Mai 1993 als Fellow an das Institute for Advanced Study and Research in the African Humanities, Northwestern University (Illinois, USA). Von 1995 bis 1996 vertrat Lentz eine C 3-Professur für Ethnologie am Institut für Historische Ethnologie der Universität Frankfurt. Nach ihrer Habilitation im Oktober 1996 am Fachbereich Philosophie und Sozialwissenschaften II der FU Berlin war sie als Universitätsprofessorin für Ethnologie („unter besonderer Berücksichtigung der Sozialanthropologie und der Ethnologie Afrikas“) am Institut für Historische Ethnologie der Universität Frankfurt tätig. 2000 bis 2001 war Lentz Fellow am Netherlands Institute for Advanced Study in the Humanities and Social Sciences, Wassenaar (Niederlande). Die Jahre in Frankfurt waren geprägt durch eine intensive Mitarbeit im SFB (Sonderforschungsbereich) 268 „Westafrikanische Savanne“, hier im Besonderen die Organisation des wissenschaftlichen Austauschs mit der Partneruniversität Ouagadougou, Burkina Faso.
Von April 2002 bis September 2019 war Lentz Professorin für Ethnologie am Institut für Ethnologie und Afrikastudien der Universität Mainz, ergänzt durch Aufenthalte als Gast am Max-Planck-Institut für ethnologische Forschung, Halle (Oktober–Dezember 2002), und als Fellow (non-residential) am W.E.B. Du Bois Institute for African and African American Research der Harvard University mit einem Fulbright-Stipendium (2008–2009). 2011 bis 2015 hatte sie den Vorsitz der Deutschen Gesellschaft für Völkerkunde inne. Oktober 2012 bis Juli 2013 war Lentz Fellow am Internationalen Geisteswissenschaftlichen Kolleg „Arbeit und Lebenslauf in globalgeschichtlicher Perspektive“ an der Humboldt-Universität zu Berlin. 2014 wurde sie in die Berlin-Brandenburgische Akademie der Wissenschaften gewählt, wo sie 2016 bis 2018 als Sekretärin der Sozialwissenschaftlichen Klasse amtierte. Im Herbst 2014 erhielt sie als erste deutsche Wissenschaftlerin den Melville J. Herskovits Prize. Dieser wichtigste internationale Buchpreis in den Afrikastudien wurde Lentz für ihr Werk Land, Mobility and Belonging in West Africa verliehen, ein Buchprojekt, an dem sie über fünfzehn Jahre arbeitete. Von April bis Juli 2015 war sie Fellow am Hanse-Wissenschaftskolleg in Delmenhorst. Von September 2017 bis Juli 2018 war Lentz Fellow am Wissenschaftskolleg zu Berlin und leitete dort die Fokusgruppe „Familiengeschichte und sozialer Wandel in Westafrika“. Von 2018 bis 2020 war sie Vizepräsidentin der Berlin-Brandenburgischen Akademie der Wissenschaften. Im Frühjahr 2019 verbrachte sie zwei Monate als Fellow am Stellenbosch Institute for Advanced Study, um dort an einer Forschungsgruppe zum Thema Mittelklasse mitzuwirken. Seit ihrer Pensionierung ist sie seit Oktober 2019 Seniorforschungsprofessorin am Institut für Ethnologie und Afrikastudien der Universität Mainz.
Am 13. November 2020 übernahm Lentz das Amt der Präsidentin des Goethe-Instituts von Klaus-Dieter Lehmann. Mit Ende ihrer Amtszeit im November 2024 hat sie das Institut verlassen, um sich wieder ihren wissenschaftlichen Tätigkeiten widmen zu können. Im Herbst 2020 wurde sie als Mitglied in die Nationale Akademie der Wissenschaften Leopoldina aufgenommen. Im November 2024 endete ihre Amtszeit als Präsidentin des Goethe-Instituts.

## Forschungsschwerpunkte
Thematische Schwerpunkte setzt Lentz in ihren Forschungen auf Ethnizität, Nationalismus und Erinnerungspolitik, Bodenrecht, Landkonflikte, Kolonialismus, Ethnographie des Staats, Eliten- und Mittelklassenforschung, qualitative Methoden und ethnologische Kulturtheorien. Ihr regionaler Schwerpunkt ist Westafrika, im Speziellen Ghana und Burkina Faso.
Nach Feldforschungsaufenthalten in Bolivien, Mexiko und Ecuador (1980) und in Ecuador zum Thema Arbeitsmigration und Wandel der indigenen Identitäten (1983–1985) verlegte Lentz ihren Schwerpunkt auf Westafrika. Von 1987 bis 1996 führte sie regelmäßige Feldforschungsaufenthalte (insgesamt achtzehn Monate) in Nord-West Ghana zu Themen der Ethnizität, Eliten- und Mittelklassenbildung, Arbeitsmigration (Goldminen), Kolonialgeschichte und der modernen Rolle des Häuptlingstums durch. Im Dezember 1996 war sie zudem als Mitglied eines Teams von Wahlbeobachtern im Auftrag des Auswärtigen Amts bei den Parlaments- und Präsidentschaftswahlen in Ghana. Auch Burkina Faso gilt ein besonderes Interesse: Von 1997 bis 2005 führte Lentz regelmäßige Feldforschungsaufenthalte in Süd-Burkina Faso zum Thema Siedlungsgeschichte, Bodenrecht, Ethnizität und die Aushandlung von Zugehörigkeiten („politics of belonging“) durch. Ziel waren vergleichende Studien zu Nord-West Ghana. Seit 2005 folgten mehrere Feldforschungsaufenthalte in Ghana im Rahmen des von der VolkswagenStiftung finanzierten Forschungsprojekts „States at Work“. 2006 übernahm Lentz die Leitung einer studentischen Lehrforschung zu Polizei, Gerichten und Schulen in der Upper West Region Ghanas, in dessen Rahmen sie zudem eigene Forschungen zu Geschichte und aktueller Situation der Bildungselite(n) und neu entstehenden Mittelklasse in Nord Ghana unternahm. 2009 bis 2013 koordinierte Lentz die Arbeit einer Doktorandengruppe zu Erinnerungspolitik und Nationalfeiern in Afrika im Rahmen des Programms „PRO Geistes- und Sozialwissenschaften 2015“ der Universität Mainz. Ergänzt wurde dieses Projekt durch eine 2010 durchgeführte studentische Lehrforschung. Das Thema nationale Erinnerungspolitik, Nationalfeiern, Nationenbildung und der performative Umgang mit subnationalen Differenzen führte sie von 2013 bis 2019 in einem von der Deutschen Forschungsgemeinschaft finanzierten Projekt im Rahmen der Forschungsgruppe „Un/Doing Differences: Praktiken der Humandiffernzierung“ weiter.
Des Weiteren war Lentz in verschiedener Weise als Herausgeberin und Gutachterin tätig. Unter anderem war sie Mitglied der wissenschaftlichen Beiräte der Zeitschriften Food and Foodways, Africa, Ethnos, African Affairs, Afrika spectrum, Paideuma, und Zeitschrift für Ethnologie. Von 2004 bis 2019 war sie Mitherausgeberin der Reihe Mainzer Beiträge zur Afrikaforschung sowie 2005 bis 2015 Mitherausgeberin der Reihe African Social Studies bei Brill (Leiden). Von 2018 bis 2019 war sie Mitglied des Kuratoriums der Heckmann Wentzelstiftung und von 2018 bis 2020 Mitglied des wissenschaftlichen Beirats des Einstein-Zentrums Chronoi. Im Jahr 2020 wurde Carola Lentz in der Sektion „Kulturwissenschaften“ als Mitglied in die Nationale Akademie der Wissenschaften Leopoldina aufgenommen. In ihrer Funktion als Präsidentin des Goethe-Instituts ist Lentz aktuell Mitglied verschiedener Partnerorganisationen. U.a. ist sie Mitglied im Stiftungsbeirat der Kulturstiftung des Bundes und ständiger Gast im Vorstand des Deutschen Akademischen Austauschdiensts (DAAD).

## Schriften (Auswahl)
Monographien
- mit Isidore Lobnibe: Imagining Futures: Memory and Belonging in an African Family. Indiana University Press, Bloomington 2022, ISBN 978-0-253-06020-4.
- mit Marie-Christin Gabriel: Das Goethe-Institut. Eine Geschichte von 1951 bis heute. Klett-Cotta, Stuttgart 2021, ISBN 978-3-608-11700-4.
- mit David Lowe: Remembering Independence. Routledge, London 2018, ISBN 978-1-138-90572-6.
- Land, Mobility and Belonging in West Africa. Indiana University Press, Bloomington 2013, ISBN 978-0-253-00957-9.
- Ethnicity and the Making of History in Northern Ghana (= International African Library. 33). Edinburgh University Press, Edinburgh 2006, ISBN 0-7486-2401-5.
- Die Konstruktion von Ethnizität. Eine politische Geschichte Nord-West Ghanas 1870–1990 (= Studien zur Kulturkunde. 112). Köppe, Köln 1998, ISBN 3-89645-207-X (Zugleich: Berlin, Freie Universität, Habilitations-Schrift, 1996).
- „Von seiner Heimat kann man nicht lassen“. Migration in einer Dorfgemeinde in Ecuador. Campus-Verlag, Frankfurt am Main u. a. 1988, ISBN 3-593-34019-4 (Zugleich: Hannover, Universität, Dissertation, 1987; in spanischer Sprache: Migración e identidad étnica. La transformación histórica de una comunidad indígena en la Sierra ecuatoriana. Ediciones Abya Yala, Quito 1997, ISBN 9978-04-198-2).
- Saisonarbeiter auf einer Zuckerrohrplantage in Ecuador. „Buscando la vida...“. Auf der Suche nach dem Leben ... (= Sozialökonomische Schriften zur ruralen Entwicklung. 67). Edition Herodot – Rader-Verlag, Aachen 1986, ISBN 3-922868-76-2 (in spanischer Sprache: „Buscando la vida“. Trabajadores eventuales en una plantación de azúcar. Ediciones Abya Yala, Quito 1991).
- mit Hernán Carrasco: Migrantes. Mariano, Alfonso, José, Lorenzo, Manuel. Campesinos de Licto y Flores. Historias de vida, recopiladas y comentadas. Ediciones Abya Yala, Quito 1985.

Herausgegebene Bücher
- Thomas Bierschenk, Matthias Krings, Carola Lentz (Hrsg.): Ethnologie im 21. Jahrhundert. Reimer, Berlin 2013, ISBN 978-3-496-02863-5.
- Carola Lentz, Godwin Kornes (Hrsg.): Staatsinszenierung, Erinnerungsmarathon und Volksfest. Afrika feiert 50 Jahre Unabhängigkeit (= Wissen & Praxis. 166). Brandes & Apsel, Frankfurt am Main 2011, ISBN 978-3-86099-717-8.
- Carola Lentz (Hrsg.): Gandah-Yir. The House of the Brave. The Biography of a Northern Ghanaian Chief (ca. 1872–1950), by Sunkuol W. D. K. Gandah (= Research Review Supplement. 20). Institute of African Studies, University of Ghana, Legon 2009, ISBN 978-9988-1-2466-3.
- Carola Lentz (Hrsg.): The Silent Rebel. The Missing Years. Life in the Tamale Middle School (1940–47), by Sunkuol W. D. K. Gandah (= Research Review Supplement. 18). Institute of African Studies, University of Ghana, Legon 2008, OCLC 426143005.
- Anna-Maria Brandstetter, Carola Lentz (Hrsg.): 60 Jahre Institut für Ethnologie und Afrikastudien. Ein Geburtstagsbuch (= Mainzer Beiträge zur Afrikaforschung. 14). Köppe, Köln 2006, ISBN 3-89645-814-0.
- Richard Kuba, Carola Lentz (Hrsg.): Land and the Politics of Belonging in West Africa (= African Social Studies Series. 9). Brill, Leiden 2006, ISBN 90-04-14817-5.
- Richard Kuba, Carola Lentz, Claude Nurukyor Somda (Hrsg.): Histoire du peuplement et relations interethniques au Burkina Faso. Karthala, Paris 2003, ISBN 2-84586-459-0.
- Richard Kuba, Carola Lentz, Katja Werthmann (Hrsg.): Les Dagara et leurs voisins. Histoire de peuplement et relations interethniques au sud-ouest du Burkina Faso. Verlag SFB 268, Frankfurt am Main, 2001, ISBN 3-9806129-4-5.
- Carola Lentz, Paul Nugent (Hrsg.): Ethnicity in Ghana. The Limits of Invention. Macmillan, Basingstoke 2000, ISBN 0-333-73323-1.
- Carola Lentz (Hrsg.): Changing Food Habits. Case Studies from Africa, South America and Europe (= Food in History and Culture. 2). Harwood Academic Publishers, Amsterdam 1999, ISBN 90-5702-564-7.

Artikel
- mit Andrea Noll: “Across regional disparities and beyond family ties: a Ghanaian middle class in the making (with Andrea Noll)”. History and Anthropology, 2021
- mit Marie-Christin Gabriel and Konstanze N’Guessan: “Embodying the nation: the production of sameness and difference in national-day parades”, Ethnography, 21(4): 506–536 (2020)
- “Doing being middle-class in the global South: comparative perspectives and conceptual challenges”. Africa, 90 (3): 439-69. 2018
- “Culture: the making, unmaking and remaking of an anthropological concept”. Zeitschrift für Ethnologie, 142 (2), 2017: 181-204 (2017)
- “Ghanaian ‘monument wars’: the contested history of the Nkrumah statues”. Cahiers d’Etudes Africaines, 227: 551-82 (2017)
- “Tribalism’ and ethnicity in Africa: a review of four decades of Anglophone research”. Cahiers des Sciences Humaines, 31: 303–28. (1995)
- “Home, death and leadership: discourses of an educated elite from northwestern Ghana”. Social Anthropology, 2: 149–69 (1994)
- „Feldforschung als Interaktionsprozeß – Erfahrungen in indianischen Dörfern in Ecuador“. Sociologus, 39: 123–51. (1989)
- „Zwischen ‘Zivilisation’ und ‘eigener Kultur’. Neue Funktionen ethnischer Identität bei indianischen Arbeitsmigranten in Ecuador“. Zeitschrift für Soziologie, 17: 34–46. (1988)

## Weiterführende Literatur
- Jan Beek, Konstanze N’Guessan, Mareike Späth (Hrsg.): Zugehörigkeiten. Erforschen, Verhandeln, Aufführen im Sinne von Carola Lentz (= Mainzer Beiträge zur Afrikaforschung. 42). Köppe, Köln 2019, ISBN 978-3-89645-843-8.

## Auszeichnungen
- Fellow Netherlands Inst. f. Adv. Stud. in the Humanities 2000–2001
- Fulbright Fellow / W.E.B. Du Bois Inst. for African and African American Res., Harvard University. (Cambridge, USA) 2008–2009
- Fellow humanities College "Work and Life Course in Global Historical Perspective" HU Berlin 2012–2013
- Fellow Hanse-Wissenschaftskolleg, 2015
- Fellow Berlin Institute for Advanced Study 2017–2018
- Fellow Stellenbosch Inst. for Advanced Study 2019
- Melville J. Herskovits Award of African Studies Association (ASA) 2013
- Member. Berlin-Brandenburgische Akademie der Wissenschaften (BBAW) 2014
- Secretary of social science Class BBAW 2016–2018[9]